# Alberta Ferretti
Alberta Ferretti (Gradara, Italia; 2 de mayo de 1950) es una diseñadora y modista italiana.

## Biografía
En 1968, Alberta Ferretti abrió su primera boutique, Jolly, en Cattolica. Diseñó su  primera colección en 1973 y cofundó Aeffe SpA (fabricante y distribuidor de ropa que cotiza en bolsa) en 1976. Comenzó a exhibir sus colecciones estacionales en las pasarelas de Milán en 1981. Lanzó Ferretti Jeans Philosophy en 1989, renombrada como Philosophy di Alberta Ferretti en 1994. En 1994 renovó un castillo del siglo XIII convirtiéndolo en el Hotel Palazzo Viviani en Montegridolfo.
En octubre de 1993 Ferretti presentó ropa inspirada en The Great Gatsby para los espectáculos de prêt-à-porter de Milán. Uno de sus diseños era un vestido de gingham largo y ajustado, en azul pálido. Una flapper desfiló con  un vestido de ganchillo beige justo encima de la rodilla. Sus interpretaciones de la toga para la producción eran diversas. Eran vestidos sencillos, algunos cortos, otros largos y cubiertos. 
Ferretti extendió su compañía fuera de Italia comenzando con la adquisición de un edificio en 30 West 56th Street en Nueva York. Creó Aeffe U.S.A., que produjo y distribuyó ropa de Moschino, Rifat Ozbek, Jean Paul Gaultier, y Narcisco Rodríguez. Aeffe es propiedad de Ferretti y su hermano, Massimo.  El local también se convirtió en el centro de comercialización de sus propias colecciones.
En 1998 abrió boutiques para vender su firma y Philosophy di Alberta Ferretti en Bergdorf Goodman. Después consigó su primera tienda americana independiente en Soho. Este negocio, cerca de Prince Street, es exclusivamente para su colección Philosophy. Es una edición de menor precio de la línea de la firma Ferretti, destinada a las mujeres más jóvenes. Al contrario que la mayoría de los diseñadores, abrió boutiques para sus líneas secundarias antes de abrir una tienda insignia para la colección de su firma. El edificio West Broadway de Ferretti se encuentra al lado de una librería de Rizzoli. Es una casa de arquitectura de estilo federal construida a finales del siglo XIX. Fue renovada con un frente de cristal de tres pisos y claraboyas, de modo que el interior está lleno de luz natural. La tienda fue diseñada por el arquitecto David Ling de Manhattan. Es una prístina tienda blanca de 1.000 pies cuadrados (93 m²).  Ferretti firmó un acuerdo de licencia con Procter & Gamble para una línea de fragancias en 2000.

## Carrera en el mundo de la moda
Ferretti es conocida por sus diseños con torsión, tuck, y técnicas de drapeado. Su estilo emplea un aspecto sutil en capas, que a veces muestra un toque de gasa con cuentas de mano que se extiende ligeramente por debajo del dobladillo de un vestido hecho de lana. Las cualidades eróticas de las modas de gasa y jersey que ella introdujo para su colección de moda de primavera de 2008 es evidente en la apariencia de sus vestidos. Muchos de ellos están cortados en la parte delantera y se cuelgan bajo en la espalda. Su cliente objetivo es la multitud de cócteles. Específicamente, los vestidos son vestidos de fiesta, por encima de la rodilla, y mejorado por rosetones de diamantes de imitación y cota de malla con forma de armadura. La colección de Feretti incluye abrigos burbujeados plisados, minivestidos y faldas tipo toga, y un número escaso de vestidos de tonos suaves en colores verde menta y blanco. Los minivestidos y las faldas fueron mostrados por modelos etéreas que usaban zapatos planos tipo gladiador metalizados.
En julio de 2011 su colección fue presentada en la pasarela del desfile de moda The Brandery en Barcelona.
- Datos: Q2338161
- Multimedia: Alberta Ferretti / Q2338161